# باشگاه فوتبال بالزان

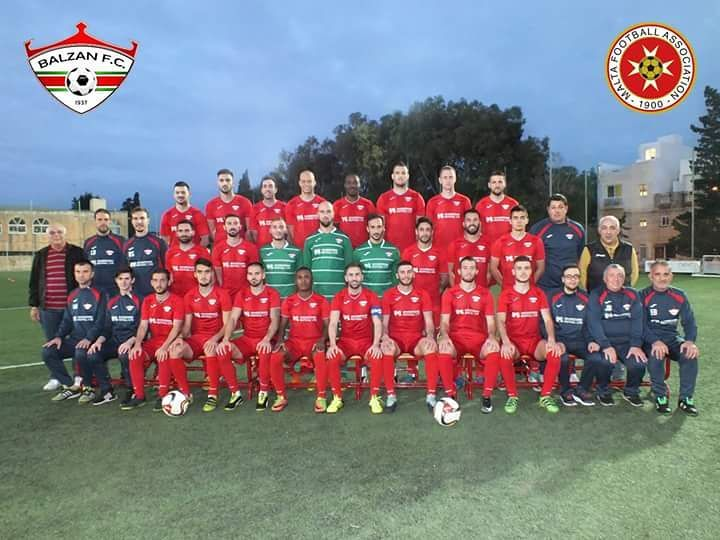
تیم اول باشگاه فوتبال بالزان

باشگاه فوتبال بالزان (بهانگلیسی: Balzan Football Club) یک باشگاه فوتبال مالتی است که در لیگ برتر فوتبال مالت بازی می‌کند. این باشگاه در سال ۱۹۳۷ تأسیس شد.
گادوین منشا بازیکن سابق پرسپولیس سابقه حضور در این تیم را دارد.